# Faunis gracilis
Faunis gracilis is een vlinder uit de familie Nymphalidae. De wetenschappelijke naam van de soort is voor het eerst geldig gepubliceerd in 1867 door Arthur Gardiner Butler.